# Метан вугільних родовищ в Україні
Метан вугільних родовищ в Україні
В Україні метаноносність кам'яного вугілля Донецького та Львівсько-Волинського басейнів коливається в межах 0,5–25 м³/т. Ресурси метану в розвіданих кондиційних вугільних пластах до глибини 1800 м становлять 0,45–0,55 трлн м³. У вмісних породах акумульовано в 1,5–2 рази більше вуглеводневих газів, ніж у вугільних пластах, тобто в них не менше 1,5–2,0 трлн м³ метану. Таким чином, вугільні родовища України містять близько 2,5–3,0 трлн м³ метану. За іншими оцінками, ресурси метану у вугільних пластах діючих шахт Донбасу становлять 0,491 трлн м³; ресурси метану у вугільних пластах за межами полів діючих шахт — 0,592 трлн м³; ресурси вільного метану у вмісних породах — 3,77 трлн м³. Загалом запасів метану понад 4,0 трлн м³.
До останнього часу видобування метану вугільних пластів в Україні зумовлювалося лише вимогами техніки безпеки. Метан видобувається системами підземної і поверхневої дегазації через свердловини, пробурені в підземних гірничих виробках та з поверхні землі.
У 1980-ті роки в Донецькому вугільному басейні дегазація здійснювалася на 115–120 шахтах із 272. Ефективність видобування метану тут не перевищувала 25 %. Із щорічно видобутих 800 млн м³ метану використовувалося не більше 10 %, переважно для шахтних котелень.
Аналіз діяльності об'єднання «Донецьквугілля» за останні 10 років XX ст. показав, що з 4,5 млрд м³ метану, який виділився при видобуванні вугілля, 80 % було викинуто в атмосферу, 18 % кооптовано системами підземної дегазації, 2 % вилучено через свердловини, пробурені з поверхні. Метан, який міститься у вентиляційній суміші, поки що не знайшов застосування як паливо для енергетики. У кооптованій метаноповітряній суміші його концентрація досягає в деяких шахтах 60 %, але частіше — нижча 25 %, через що використання такого метану в енергетиці не перевищує 9 % загальної кількості.
В Україні є позитивний досвід вилучення й використання метану на вугільних підприємствах. Наприклад, на шахтах Трудівська та ім. Засядька застосовуються попередня (з поверхні) і супутня (з виробок) дегазація і використання метану, головним чином, для автотранспорту із застосуванням установок «Сінекс», побудовані і експлуатуються когенераційні електростанції потужністю 36 МВт електроенергії і 35 МВт — теплової енергії. Ці шахти повністю забезпечені власною електроенергією. Шахти «Краснолиманська», «Покровська», «Бажанова», «Холодна Балка», ім. Кірова, «Комунарська», «Щегловська-Глибока» використовують метан як паливо шахтних котелень. У шахтоуправлінні «Донбас», шахті «Чайкіно» та інших підприємствах ДП «Макіїввугілля», а також на шахтах «Комсомолець Донбасу» і «Краснодонська — Західна» метан використовується для обігріву шахтних стволів і запобігання обмерзання в зимовий час.